# キャリア形成
キャリア形成（キャリアけいせい）とは、ある人が仕事を通じて職業能力を習得する活動である。

## キャリア形成の目的
職業訓練などを通じて、事業における中枢を担う人材を育成することを目的とする。
一方、景気動向や時代によって求められる労働力が逐次変動するため、本質的な意味で職業能力の形成（キャリア形成）を
することにどのような意味があるのか、賛否両論の議論がある。

## 日本におけるキャリア形成の意義
日本国内での雇用環境では、経歴や職歴を重んじる多くの企業において、キャリア形成は重要な意味を持つ。